# آگوستین سائوتو آرانا
آگوستین سائوتو آرانا (انگلیسی: Agustín Sauto Arana; ۱۱ مهٔ ۱۹۰۸ – ۲۱ اوت ۱۹۸۶) بازیکن فوتبال اهل اسپانیا بود.
از باشگاه‌هایی که در آن بازی کرده‌است می‌توان به باشگاه فوتبال اتلتیک بیلبائو اشاره کرد.
وی همچنین در تیم ملی فوتبال اسپانیا بازی کرده‌است.